# Limanda
Limanda – rodzaj ryb z rodziny flądrowatych (Pleuronectidae).

## Klasyfikacja
Gatunki zaliczane do tego rodzaju:
- Limanda aspera – limanda żółtopłetwa[3], czerwienica[4], płastuga żółtopłetwa[5]
- Limanda ferruginea – żółcica[3]
- Limanda limanda – zimnica[5]
- Limanda proboscidea
- Limanda punctatissima
- Limanda sakhalinensis

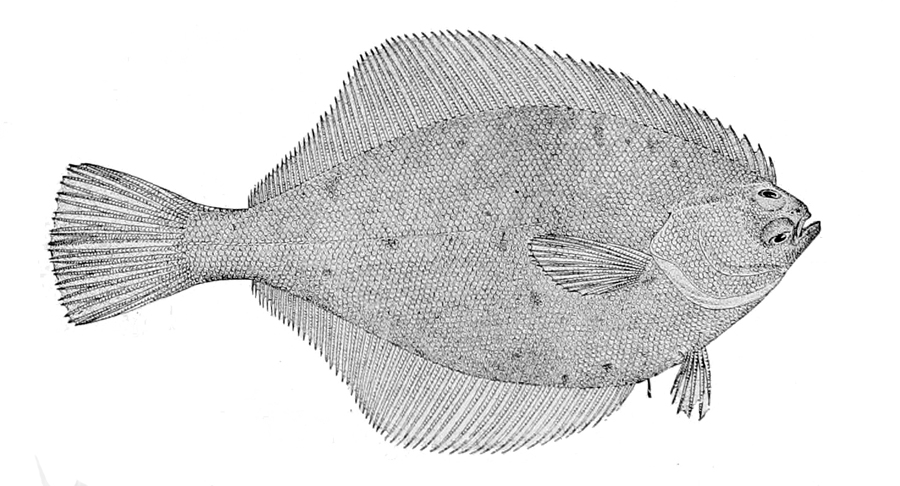
Limanda aspera
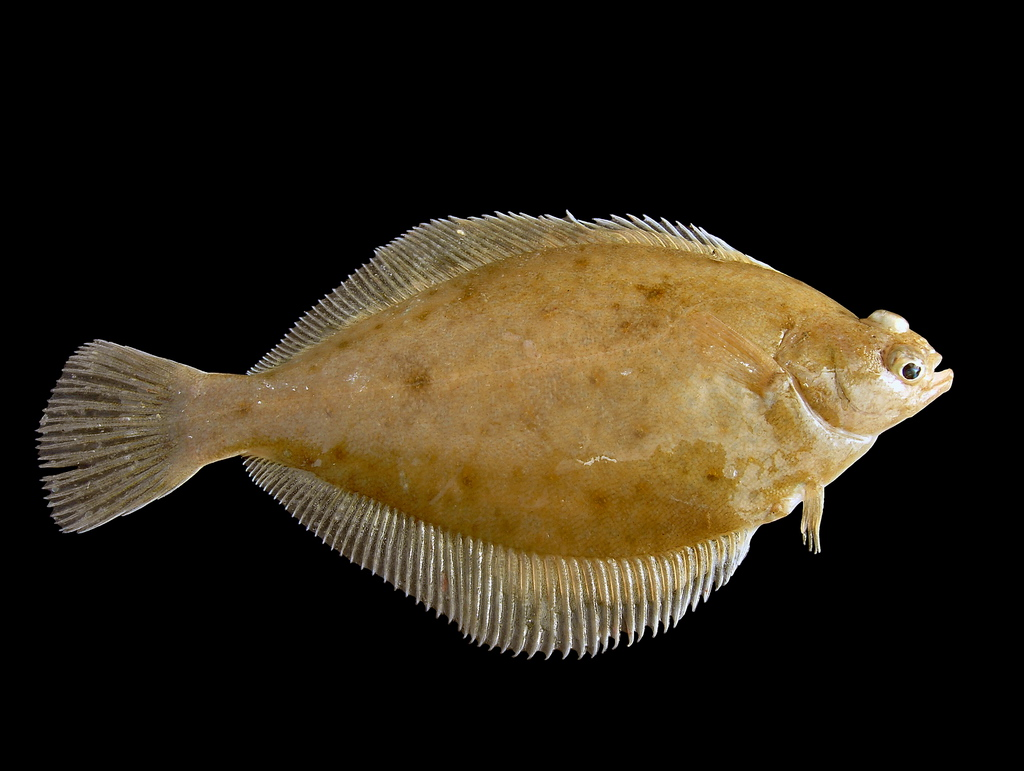
Limanda limanda
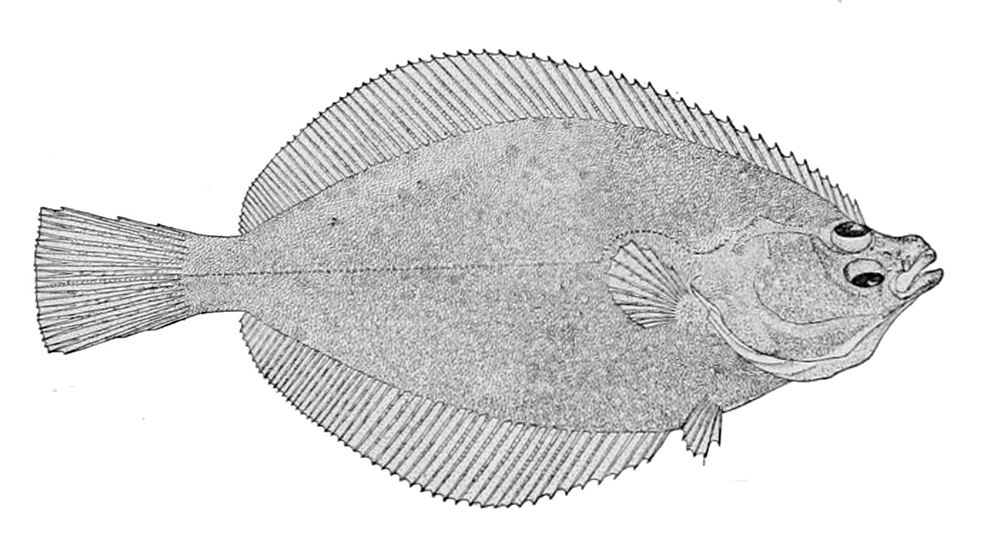
Limanda proboscidea